# Tomasz Sikora
Tomasz Sikora (* 21. Dezember 1973 in Wodzisław Śląski) ist ein ehemaliger polnischer Biathlet, der für den NGKS Dynamit Chorzow startete.

## Werdegang
Sikora erreichte bei den Juniorenweltmeisterschaften 1993 den zweiten Platz über 10 km und wurde bei den Biathlon-Weltmeisterschaften 1995 Weltmeister über 20 km. Er gewann Silber bei den Weltmeisterschaften 2004 wiederum über die 20 km. Bei den Olympischen Winterspielen 2006 in Turin gewann er die Silbermedaille im Massenstart über 15 km.
Nach seinem Weltmeistertitel 1995 musste Tomasz Sikora elf Jahre auf seinen zweiten Sieg warten; dieser gelang ihm am 19. März 2006 im Massenstart in Kontiolahti. In der Saison 2005/06 gewann der Pole die Disziplin-Weltcupwertung im Sprint. Dennoch dauerte es fast zwei Jahre, bis er seinen nächsten Erfolg feiern konnte. Am 5. Januar 2008 ging er im Sprint von Oberhof als Sieger hervor. Ein weiterer Sieg im Massenstart gelang ihm am 9. März 2008 in Chanty-Mansijsk. Zu Beginn der Saison 2008/09 gewann Sikora in Östersund erstmals ein Verfolgungsrennen. Weitere Podestplatzierungen und Top-10-Resultate folgten im Laufe der Saison, so dass am Ende mit dem zweiten Platz im Gesamtweltcup und Rang drei in der Disziplinwertung Verfolgung die erfolgreichste Weltcupsaison Tomasz Sikoras zu Buche stand. Tomasz Sikora nahm an den Olympischen Winterspielen 2010 teil. Sein bestes Resultat war der 7. Platz im Einzel. Im Massenstart wurde er 11. im Sprint 29. und in der Verfolgung belegte Sikora den 18. Platz.
Nach der Saison 2011/12 beendete er seine sportliche Karriere. Mit sechs Titeln und 14 Medaillen insgesamt ist Sikora bis heute erfolgreichster Teilnehmer an Biathlon-Europameisterschaften.

## Weltcup-Platzierungen
Die Tabelle zeigt alle Platzierungen (je nach Austragungsjahr einschließlich Olympische Spiele und Weltmeisterschaften).
- 1.–3. Platz: Anzahl der Podiumsplatzierungen
- Top 10: Anzahl der Platzierungen unter den ersten zehn (einschließlich Podium)
- Punkteränge: Anzahl der Platzierungen innerhalb der Punkteränge (einschließlich Podium und Top 10)
- Starts: Anzahl gelaufener Rennen in der jeweiligen Disziplin
- Staffel: inklusive Mixed-Staffel

| Platzierung | Einzel | Sprint | Verfolgung | Massenstart | Team | Staffel | Gesamt |
| ----------- | ------ | ------ | ---------- | ----------- | ---- | ------- | ------ |
| 1. Platz    | 1      | 1      | 1          | 2           |      |         | 5      |
| 2. Platz    | 2      | 2      | 3          | 2           |      |         | 9      |
| 3. Platz    | 2      | 3      | 3          | 1           | 1    | 1       | 11     |
| Top 10      | 24     | 24     | 24         | 19          | 1    | 26      | 118    |
| Punkteränge | 49     | 88     | 63         | 43          | 1    | 70      | 314    |
| Starts      | 75     | 144    | 82         | 44          | 1    | 72      | 418    |